# Abenteuer Archäologie

Logo von Abenteuer Archäologie

Abenteuer Archäologie war ein populärwissenschaftliches Magazin zur Geschichte der Menschen und Erforschung ihrer Kulturen.
Es wurde ab 2004 von der Heidelberger Spektrum der Wissenschaft Verlagsgesellschaft herausgegeben, und zwar zunächst alle drei Monate (viermal im Jahr). Ab August 2006 erschien die Zeitschrift zweimonatlich. Mit der Ausgabe 5/2007 erschien am 5. Oktober 2007 die letzte Ausgabe von Abenteuer Archäologie. Im Rahmen einer redaktionellen Neuausrichtung gab der Verlag von Anfang 2008 bis Ende 2012 ein Magazin mit dem Namen epoc heraus.
Unter dem Namen Abenteuer Archäologie (Zeitschrift für fachübergreifende und angewandte Archäologie) wurde zudem im Jahr 2000 erstmals als Heft Nr. 2 eine Publikation des Archäologievereins ARRATA e. V. herausgegeben. Das Heft wurde zunächst im Jahr 1999 als Beiblatt zu den Hunsrücker Archäologie-Tagen konzipiert, später als Jahreszeitschrift des Vereins. Bestrebungen in den Jahren 2002 bis 2004, Unterstützung bei einem der ‚großen Verlage‘ zu bekommen und die Zeitschrift überregional zu vertreiben, scheiterten. Bemühungen, die Namensrechte schützen zu lassen, wurden vom Patentamt abgelehnt. Das Heft fungiert weiterhin als regional vertriebenes Vereinsheft im Raum Hunsrück und Mittelrhein.